# Индекс/Досье на цензуру
«И́ндекс/Досье́ на цензу́ру» — российский некоммерческий правозащитный, публицистический и литературный журнал, основанный лондонским изданием «Index on Censorship» и московским Фондом защиты гласности. Издаётся с июля 1997 года в Москве. Главный редактор — писатель и правозащитник Наум Ним. С 1997 по 2002 год журнал выходил ежеквартально, с 2002 года — два раза в год. Распространяется бесплатно.

## Редколлегия
- Главный редактор: Н. Ним
- Заместитель главного редактора: Е. Ознобкина (до 2010)
- Ответственный секретарь: Н. Малыхина
- Редсовет: Л. И. Лазарев (до 2010), С. Е. Каледин, Я. Н. Засурский, А. К. Симонов
- Художник: Л. Михалевский

## Круг тем и авторов
Причина возникновения журнала, как обозначают издатели, существование цензуры в России вопреки официальному запрету (см. ст. 29 Конституции РФ). Основная задача издания — «защита информационной среды обитания человека от разрушительного воздействия власти, корпоративных интересов и самого человека».
На страницах «Индекса/Досье на цензуру» публикуются эссе, публицистика, аналитические и информационные материалы, документальная проза и рассказы, посвящённые проблемам прав человека, свободы слова и информации. Отдельный раздел составляют переводные материалы из английского журнала Index on Censorship.
Каждый номер посвящён отдельной теме — история, сегодняшний день и перспективы цензуры в России; СМИ, власть и общество; Всеобщая декларация прав человека; война в Чечне; державно-национальная идея; религия и светское общество; тюрьма; экологические проблемы; беспризорные дети и несовершеннолетние за решёткой; отечественные архивы, ограничения доступа к ним и особенности национальной памяти; проблемы беженцев и мигрантов; права граждан с ограниченными физическими возможностями; национальное правосудие и возможности международной правовой защиты и многие другие проблемные области российской жизни.
Среди авторов журнала П. Литвинов, Л. Богораз, Н. Горбаневская, В. Буковский, С. Ковалёв, М. Горбачёв, С. Алексиевич, В. Подорога, Б. Дубин, И. Уварова-Даниэль, А. Симонов, С. Каледин, С. Пашин, Я. Тесанович, О. Павлов, Ж.-Л. Нанси, Е. Петровская, А. Мокроусов и другие.
В журнале публикуются тексты Умберто Эко, Р. Дворкина, С. Рушди, Н. Гордимер, Г. Гарсиа Маркеса, А. Михника, Х. Гойтисоло, Р. Гальего и других западных авторов.
Содержание журнала рецензируется в обзорах периодики в «Новом мире», «Неприкосновенном запасе», «Континенте», «Русском журнале», «Коммерсанте», «Новой газете» и других изданиях.
Журнал на 3-м месте по цитированию среди изданий данной тематики (согласно Каталогу Яндекса на октябрь 2014 года, тематический индекс цитирования — 900).

## Общественная деятельность
В 1997 году «Индекс/Досье на цензуру» выступил за публикацию произведений Салмана Рушди на русском языке и был единственным российским изданием, опубликовавшим текст писателя во время скандала вокруг публикации «Сатанинских стихов», планировавшейся петербургским издательством «Лимбус Пресс» (Индекс/Досье на цензуру. 1997. № 2).
В 1998—1999 годах журнал участвовал в кампании по защите журналиста Григория Пасько, обвинённого в шпионаже за публикацию статей на экологические темы. В журнале появилась специальная рубрика «Mayday» (№ 2, 3, 6). Созданная на сайте журнала база документов и материалов по делу Пасько, стала источником информации для отечественных и иностранных журналистов и пользователей интернета. Позднее материалы о защите прав журналиста опубликованы отдельным изданием.
В 1999 году сдвоенный номер «Страна и её заключённые», посвящённый А. Солженицыну, был издан дополнительным тиражом для целевого распространения по местам заключения России и Украины, библиотекам зон, среди работников Управления исполнения наказаний, юристов, адвокатов, в правозащитном сообществе, среди тех, кто имеет непосредственное отношение к осуществлению тюремной реформы в России. Среди авторов номера: А. Герман, Д. Лохман, М. Кацарова, А. Бабушкин, В. Стерн, В. Каган, В. Абрамкин, В. Подорога, М. Мамардашвили, М. Фуко, Б. Дубин, А. Шишкова, А. Воробьёв, М. Шидловский, Н. Ним, Л. Чуковская, Л. Богораз, И. Ратушинская, Е. Чуковская, А. Солженицын, С. Ходорович, Н. Солженицына, И. Уварова-Даниэль. С. Хвощ, В. Шаламов, А. Симонов, С. Григорьянц, Ю. Шрейдер, А. Есенин-Вольпин, В. Гавел, Г. Мангакис, В. Шойинка.
Помимо издательской деятельности, журнал проводит круглые столы — собеседования с известными профессионалами от информации, знатоками информационного поля (М. Соколов, С. Шустер, М. Слоним, Дж. Кьеза, И. Дзялошинский, В. Кара-Мурза и др.), обсуждая ситуацию защиты общественных интересов в информационном пространстве.
«Индекс/Досье на цензуру» занимается правозащитной деятельностью, выступает соорганизатором и участником международных семинаров и конференций, посвящённых острым проблемам в обществе (международный семинар «Демократический институт омбудсмена» под эгидой Московской школы политических исследований при поддержке Совета Европы в ноябре 1999 года, Международная конференция «Тюремный вопрос: исследование как инструмент борьбы (Россия и Франция, 1970-е и 2000-е)» в Сахаровском центре в сентябре 2006 года и другие). Материалы публикуются на страницах журнала.
В 2010 году журнал получил диплом «Премии имени Андрея Сахарова „За журналистику как поступок“» за борьбу против ограничений на доступ к архивам.

## Приложения «Тюрьма» и «Неволя»
С 2004 года «Индекс/Досье на цензуру» выпускает приложение родственной тематики — журнал «Неволя», специализированное издание, посвящённое зонам запрета. В редсовет вошли Л. Альперн, В. Абрамкин, В. Борщёв, В. Буковский, Н. Горбаневская, С. Ковалёв, Н. Кристи и А. Симонов. Появлению «Неволи» предшествовало электронное приложение «Тюрьма», акцентирующее преломление темы в литературе и содержащее статистические сведения о российской пенитенциарной системе.
Журнал-альманах «Неволя» представляет «опыт социально-художественного исследования тех пространств жизни человека, в которых он целиком попадает в государственное владение (казармы, палаты, бараки и т. д.)». Помимо публицистической и литературной частей, в журнале есть рубрика «Юридический практикум», материалы которой знакомят читателя с последними изменениями уголовного законодательства, представлены также хроника из материалов Фонда «В защиту прав заключённых» о событиях и происшествиях в системе исполнения наказаний и официальная статистика Уголовно-исполнительной системы.
В 2014 году журнал «Неволя» получил диплом «Премии имени Андрея Сахарова „За журналистику как поступок“».

## Критика
Рассматривая «Индекс/Досье на цензуру» в ряду журналов, статус которых подразумевает «необходимость определённого интеллектуального напряжения» читателя, «Неприкосновенный запас» отмечает значимость поднимаемых на страницах издания проблем, а также наличие у него собственной аудитории, своего проблемного поля и своеобразной стилистики:

…его <журнала> содержание предельно плюралистично — как по форме (от литературного эссе до эмоционально стерильной официальной статистики), так и по составу авторов, представленных на страницах издания (от бывшего вице-премьера правительства РФ В. Матвиенко до представителей независимых общественных и правозащитных организаций и объединений). Едва ли редакция журнала предполагала в рамках одного тематического номера найти реальные развязки и решения… сложных социальных, культурных и гуманитарных проблем современной России. Но в том, что ко всему комплексу вопросов, так или иначе затронутых на страницах издания, удастся привлечь внимание публики, — нет никаких сомнений, поскольку избранная тема и собранный материал просто не могут никого оставить равнодушными.
— Российские интеллектуальные журналы // Неприкосновенный запас. — 2003. — № 2
Отмечая наследование «Индексом» традиций «сам-» и «тамиздата», «Коммерсант» характеризует издание как «пример сочетания классификаторских, научных устремлений и морализаторского подхода к проблеме» — по оценке рецензента, журнал отличает «рациональный европейский анализ проблемы плюс пассионарный поиск нравственных критериев».
«Хроника Московской Хельсинкской группы» отмечает значение и актуальность для России поднимаемых изданием проблем: «…эпохи меняются, строй меняется, а проблемы остаются. В очень многих публикациях „Неволи“ говорится о том, что Россия никак не может избавиться от тоталитарного наследия, что ГУЛаг постоянно напоминает о себе своими рецидивами».
Отмечая важность публикаций свидетельств о происходящем в зонах, президент Русского общественного фонда Александра Солженицына Н. Д. Солженицына заметила, что тиража журнала «Неволя» мало для изменения ситуации в стране, «и людей, готовых об этом знать, немного», но «ничем, кроме гласности, дела не изменишь, не поправишь».